# Lista de presidentes do Vila Nova Futebol Clube
Esta é uma lista dos presidentes do Vila Nova Futebol Clube, organizada em ordem cronológica, ao longo de sua história. O cargo é atualmente ocupado por Hugo Jorge Bravo.
O cargo de Presidente da Diretoria Administrativa do Vila Nova foi instituído em 29 de junho de 1943, imediatamente após a fundação do clube, quando o coronel Francisco Ferraz de Lima ocupou a posição. Ferraz inscreveu o então clube amador no Torneio Início, organizado pela Federação Goiana de Desportos, cujo presidente convocou, em 27 de junho daquele ano, no jornal O Popular, times para participarem da competição. Com isso, o clube passou por um processo de profissionalização.

## Ordem cronológica
| N° | Período   | Presidente                  | Eleição    | Posse       | Notas       | Ref.          |
| -- | --------- | --------------------------- | ---------- | ----------- | ----------- | ------------- |
| 1  | 1943—1946 | Francisco Ferraz de Lima    | Não houve  | 29/06/1943  | [ nota 1 ]  | [ 5 ]         |
| 2  | 1946—1948 | Urbano Vilela               | 06/03/1946 | 03/07/1946  | [ nota 2 ]  | [ 5 ]         |
| 3  | 1949      | José Sotero dos Santos      | Não consta | Não consta  |             | [ 6 ]         |
| 4  | 1949—1955 | Wilmar Guimarães            | Não consta | Não consta  | [ nota 3 ]  | [ 7 ]         |
| 5  | 1955      | Sebastião Carlos Nunes      | Não consta | Não consta  |             | [ 8 ]         |
| 6  | 1956—1958 | Antônio Lisita              | Não consta | Não consta  |             | [ 9 ]         |
| 7  | 1958—1963 | Onésio Brasileiro Alvarenga | Não consta | Não consta  |             | [ 10 ] [ 11 ] |
| 8  | 1964      | Sílvio Terra                | 03/01/1964 | 04/01/1964  |             | [ 12 ]        |
| 9  | 1964—1966 | Hamilton Zocolli            | Não consta | Não consta  | [ nota 4 ]  | [ 13 ]        |
| 10 | 1966      | Onésio Brasileiro Alvarenga | Não consta | Não consta  |             | [ 13 ]        |
| 11 | 1966      | Jorivê Alves de Melo        | Não consta | Não consta  |             | [ 13 ]        |
| 12 | 1966      | Davi Cosac                  | Não consta | Não consta  |             | [ 14 ]        |
| 13 | 1966—1967 | Ronaldo Alves Macedo        | Não consta | Não consta  |             | [ 13 ]        |
| 14 | 1967      | Waldyr Castro Quinta        | 21/02/1967 | Não consta  |             | [ 13 ]        |
| 15 | 1967      | José Salvastrano Turan      | Não consta | Não consta  | [ nota 5 ]  | [ 13 ]        |
| 18 | 1967      | Urildo Campos               | Não consta | Não consta  |             | [ 15 ]        |
| 19 | 1967—1968 | Osmar de Jesus              | Não consta | Não consta  |             | [ 13 ]        |
| 20 | 1968      | Tonico Toqueiro             | Não consta | Não assumiu |             | [ 16 ]        |
| 21 | 1968      | Davi Cosac                  | Não consta | Não consta  |             | [ 14 ]        |
| 22 | 1968      | César Mendes                | Não consta | Não consta  |             | [ 16 ]        |
| 23 | 1968      | Carlos Alberto Antunes      | Não consta | Não consta  | [ nota 6 ]  | [ 16 ]        |
| 24 | 1968—1969 | Hebert Araújo               | Não consta | Não consta  |             | [ 16 ]        |
| 25 | 1969—1970 | Edgar Mendes de Brito       | Não consta | Não consta  |             | [ 17 ]        |
| 26 | 1970—1971 | Wilson da Silveira          | Não consta | Não consta  | [ nota 7 ]  | [ 18 ]        |
| 27 | 1971      | Sebastião Afonso Primo      | Não consta | Não consta  |             | [ 19 ]        |
| 28 | 1971—1972 | João Carneiro               | Não consta | Não consta  |             | [ 19 ]        |
| 29 | 1972—1973 | Plínio Agostinho            | Não consta | Não consta  |             | [ 20 ]        |
| 30 | 1973—1977 | Wilson da Silveira          | Não consta | Não consta  | [ nota 8 ]  | [ 21 ]        |
| 31 | 1977—1978 | Cleômenes Reis              | Não consta | Não consta  |             | [ 22 ] [ 23 ] |
| 32 | 1978—1979 | João Carneiro               | Não consta | Não consta  |             | [ 24 ] [ 25 ] |
| 33 | 1979—1981 | Osvaldo de Souza            | Não consta | Não consta  |             | [ 26 ]        |
| 34 | 1981—1984 | Bolívar Siqueira            | Não consta | Não consta  |             | [ 27 ]        |
| 35 | 1984      | José Inácio                 | Não consta | Não consta  |             | [ 28 ]        |
| 36 | 1984—1989 | Alaor Gonzaga de Castro     | Não consta | Não consta  |             | [ 28 ]        |
| 37 | 1989      | Nelson Junqueira            | Não consta | Não consta  |             | [ 29 ]        |
| 38 | 1989—1992 | Zanderlan Campos da Silva   | Não consta | Não consta  |             | [ 30 ]        |
| 39 | 1992—1995 | Wilson Balzacchi            | Não consta | Não consta  |             | [ 31 ] [ 32 ] |
| 40 | 1995—1996 | Paulino Vilela              | Não consta | Não consta  |             | [ 33 ]        |
| 40 | 1997—1998 | Paulino Vilela              | Não consta | Não consta  |             | [ 34 ]        |
| 41 | 1998—2000 | Celso Gonçalves Benjamin    | Não consta | Não consta  |             | [ 35 ]        |
| 42 | 2000      | Wilson Balzacchi            | Não consta | Não consta  |             | [ 36 ] [ 37 ] |
| 43 | 2000—2001 | Ovídio Martins              | Não consta | Não consta  | [ nota 9 ]  | [ 38 ]        |
| 43 | 2002      | João Carneiro               | Não consta | Não consta  |             | [ 39 ]        |
| 44 | 2002—2003 | Paulo Diniz                 | Não consta | Não consta  |             | [ 40 ]        |
| 45 | 2004—2005 | Leonardo Rizzo              | Não consta | Não consta  |             | [ 41 ]        |
| 46 | 2006—2007 | Carlos Alberto Barros       | Não consta | Não consta  |             | [ 42 ]        |
| 47 | 2008—2009 | Sizenando Ferro             | Não consta | Não consta  |             | [ 43 ]        |
| 48 | 2009—2010 | Maurilho Teixeira           | 17/12/2009 | 23/12/2009  | [ nota 10 ] | [ 44 ]        |
| 49 | 2010—2011 | Geso de Oliveira            | 10/05/2010 | 11/05/2010  | [ nota 11 ] | [ 45 ]        |
| 50 | 2011—2012 | Eduardo Barbosa             | 01/12/2011 | 02/12/2011  | [ nota 12 ] | [ 47 ]        |
| 51 | 2012—2013 | Marcos Martinez             | 05/05/2012 | 06/05/2012  | [ nota 13 ] | [ 48 ]        |
| 52 | 2013—2014 | Joás Abrantes               | 05/06/2013 | 13/06/2013  | [ nota 14 ] | [ 49 ]        |
| 53 | 2014      | Rodrigo Nogueira            | 18/03/2014 | 18/03/2014  | [ nota 15 ] | [ 50 ]        |
| 54 | 2014—2016 | Guto Veronez                | 01/12/2015 | 02/12/2015  | [ nota 16 ] | [ 51 ]        |
| 55 | 2016—2017 | Ecival Martins              | 09/11/2016 | 30/12/2016  | [ nota 17 ] | [ 52 ]        |
| 55 | 2018—2019 | Ecival Martins              | 07/12/2017 | 01/01/2018  | [ nota 18 ] | [ 53 ]        |
| 56 | 2019—2021 | Hugo Jorge Bravo            | 04/12/2019 | 09/12/2019  | [ nota 19 ] | [ 54 ]        |
| 56 | 2022—2025 | Hugo Jorge Bravo            | 17/12/2021 | 18/12/2021  | [ nota 20 ] | [ 1 ] [ 2 ]   |